# Badminton-Seniorenweltmeisterschaft 2004
Die Badminton-Seniorenweltmeisterschaft 2004 fand vom 29. November bis zum 5. Dezember 2004 in Kuala Lumpur statt.

## Sieger und Platzierte 35+
| Disziplin    | Gold                                  | Silber                            | Bronze                                   |
| ------------ | ------------------------------------- | --------------------------------- | ---------------------------------------- |
| Herreneinzel | Pontus Jäntti                         | Sanjay Mishra                     | George Thomas                            |
| Herreneinzel | Pontus Jäntti                         | Sanjay Mishra                     | Kwan Yoke Meng                           |
| Dameneinzel  | Vlada Chernyavskaya                   | Christine Skropke                 | Nina Andersen                            |
| Dameneinzel  | Vlada Chernyavskaya                   | Christine Skropke                 | Poonam Tatwadi                           |
| Herrendoppel | Krishna S. Kumar George Thomas        | Rajeev Sharma Kulvinder Pal Singh | Ong Beng Teong Wong Wei Choy             |
| Herrendoppel | Krishna S. Kumar George Thomas        | Rajeev Sharma Kulvinder Pal Singh | Syed Zainal Syed Mohamed Abdullah Basrah |
| Damendoppel  | Christine Skropke Vlada Chernyavskaya | Gitte Kruse Nina Andersen         | Sangeeta Rajogopalan Poonam Tatwadi      |
| Mixed        | Holger Wippich Christine Skropke      | Ong Beng Teong Kok Chan Fong      | Keith Goodey Vlada Chernyavskaya         |
| Mixed        | Holger Wippich Christine Skropke      | Ong Beng Teong Kok Chan Fong      | Pencho Stoynov Boriana Stoynova          |

## Sieger und Platzierte 40+
| Disziplin    | Gold                             | Silber                             | Bronze                            |
| ------------ | -------------------------------- | ---------------------------------- | --------------------------------- |
| Herreneinzel | Ram Lakhan                       | Slantchezar Hristov                | Tony Thio                         |
| Herreneinzel | Ram Lakhan                       | Slantchezar Hristov                | Sanjay Padhe                      |
| Dameneinzel  | Juthatip Apiwattanawong          | Manjusha Sahasrabudde              | Uschi Herttrich                   |
| Herrendoppel | Amod Tilak Milind Ghate          | Susumu Fujita Norihiko Kawamura    | Ng Kim Chai Lim Yong Wah          |
| Herrendoppel | Amod Tilak Milind Ghate          | Susumu Fujita Norihiko Kawamura    | Moo Chee Wah Lee Kwan Yin         |
| Damendoppel  | Kanitta Mansamuth Nudee Pongkhan | Isaree Kiatpitak Wipawan Payungpol | Harumi Kokufuda Yoko Koniwa       |
| Mixed        | Thomas Herttrich Uschi Herttrich | Kazuhisa Jindai Hiroko Yuyama      | Vivek Saraf Manjusha Sahasrabudde |
| Mixed        | Thomas Herttrich Uschi Herttrich | Kazuhisa Jindai Hiroko Yuyama      | Lenhart Carlsson Reggie Baker     |

## Sieger und Platzierte 45+
| Disziplin    | Gold                         | Silber                       | Bronze                               |
| ------------ | ---------------------------- | ---------------------------- | ------------------------------------ |
| Herreneinzel | Dan Travers                  | Vladimir Koloskov            | Per Juul Ulrich                      |
| Herreneinzel | Dan Travers                  | Vladimir Koloskov            | Nanko Chorchopov                     |
| Dameneinzel  | Heidi Bender                 | Christine Black              | Marion Zadworny                      |
| Herrendoppel | Leon Douglas Dan Travers     | Arun Poovaiah Shyam Pardeshi | Goh Lai Yong Moo Foot Lian           |
| Herrendoppel | Leon Douglas Dan Travers     | Arun Poovaiah Shyam Pardeshi | Attakorn Maensamut Nopadol Kulsavete |
| Damendoppel  | Christine Black Heidi Bender | Mieko Miyazaki Toshiko Sato  | Sandra Ingham Rita Larsen            |
| Damendoppel  | Christine Black Heidi Bender | Mieko Miyazaki Toshiko Sato  | Pamela Dallow Reggie Baker           |
| Mixed        | Dan Travers Christine Black  | Andreas Benz Heidi Bender    | Hisao Ochiai Toshiko Sato            |

## Sieger und Platzierte 50+
| Disziplin    | Gold                         | Silber                         | Bronze                           |
| ------------ | ---------------------------- | ------------------------------ | -------------------------------- |
| Herreneinzel | Claus Andersen               | Tomoji Matsui                  | Kazuhide Ariga                   |
| Herreneinzel | Claus Andersen               | Tomoji Matsui                  | Ng Han Guan                      |
| Dameneinzel  | Lis Rathsach                 | Yoshie Yamamura                | Sayoko Maeda                     |
| Herrendoppel | Peter Emptage Claus Andersen | Benny Petersen Peter Mikkelsen | Jaimsak Panichikul Bandid Jaiyen |
| Herrendoppel | Peter Emptage Claus Andersen | Benny Petersen Peter Mikkelsen | Ismail Ya'acob Muhtasham Katan   |
| Damendoppel  | Lis Rathsach Inge Ødum       | Kiyoko Furuhashi Keiko Oda     | Yoshie Yamamura Sayoko Maeda     |
| Damendoppel  | Lis Rathsach Inge Ødum       | Kiyoko Furuhashi Keiko Oda     | Junko Yoneguchi Nobuko Yashiro   |
| Mixed        | Jeppe Jepsen Lis Rathsach    | Peter Emptage Pamela Dallow    | Hiroshi Ueda Fusako Fukumoto     |
| Mixed        | Jeppe Jepsen Lis Rathsach    | Peter Emptage Pamela Dallow    | Yasuo Ide Junko Yoneguchi        |

## Sieger und Platzierte 55+
| Disziplin    | Gold                              | Silber                       | Bronze                                     |
| ------------ | --------------------------------- | ---------------------------- | ------------------------------------------ |
| Herreneinzel | John Kirkebye                     | Per Dabelsteen               | Koo Siew Chai                              |
| Herreneinzel | John Kirkebye                     | Per Dabelsteen               | René Toft                                  |
| Dameneinzel  | Sumiko Kaneko                     | Ewa Carlander                | Irene Sterlie                              |
| Herrendoppel | John Kirkebye Søren Haldager      | Lee Hung Hong Lee Thian Poh  | Apirat Siwapornpitak Pornchai Sakuntaniyom |
| Herrendoppel | John Kirkebye Søren Haldager      | Lee Hung Hong Lee Thian Poh  | Walter Kwok Paisan Rangsikitpho            |
| Damendoppel  | Yuriko Okemoto Sumiko Kaneko      | Ewa Carlander Irene Sterlie  | Mutsuyo Hayashi Yoshiko Yamashiro          |
| Mixed        | Toshihiko Yamamoto Yuriko Okemoto | Søren Haldager Ewa Carlander | Tateo Chiba Keiko Oda                      |

## Sieger und Platzierte 60+
| Disziplin    | Gold                           | Silber                          | Bronze                      |
| ------------ | ------------------------------ | ------------------------------- | --------------------------- |
| Herreneinzel | Leong Kim Swee                 | Akira Hirota                    | Heiner Hanrath              |
| Herreneinzel | Leong Kim Swee                 | Akira Hirota                    | Peter Gerth                 |
| Herrendoppel | Leong Kim Swee Ching Kon Kong  | John Tie Fah Ho Koh Kheng Leong | Finn Berg Puzant Kassabian  |
| Herrendoppel | Leong Kim Swee Ching Kon Kong  | John Tie Fah Ho Koh Kheng Leong | Hans Schumacher Peter Gerth |
| Mixed        | Hans Schumacher Renate Gabriel | Peter Gerth Renate Knötzsch     | Lee Tong Leong Pou Heng     |